# 哀愁でいと
「哀愁でいと (NEW YORK CITY NIGHTS)」（あいしゅうでいと ニューヨーク・シティ・ナイツ）は、1980年（昭和55年）6月21日にリリースされた田原俊彦のデビューシングル。

## 背景
デビューに際して、NAVの制作ディレクター・羽島亨のもと、約10曲のオリジナル曲が制作されたが、結果的にこのカバー曲が採用された。すこしでも原曲と同じサウンドにしたいという事務所の意向で、サビの「バイバイ哀愁でいと」という印象的なコーラス・フレーズは、「I should date」という感じでアメリカっぽく発音して下さいと、コーラス担当のEVEに依頼したという。
本作の発売後、まもなくNAVを吸収しレーベル化したキャニオン・レコード（現：ポニーキャニオン）は、1980年にレイフ・ギャレットが所属していたレーベルであるスコッティ・ブラザーズの発売権を獲得している。

## 音楽性

### 哀愁でいと
たのきんトリオが出演していたドラマ『ただいま放課後』の挿入歌に起用され、オリジナル曲は、アメリカの歌手レイフ・ギャレットの『New York City Nights』である。この楽曲は日本では当初、アルバム『Feel the Need』（1978年）からのセカンドシングル「フィール・ザ・ニード」のB面として1979年6月にシングル発売されたが、のちにAB面を逆にして再びプロモーションされオリコンで最高76位を記録した曲である。1980年11月には『哀愁でいと』のヒットを受けてシングルが再発売され、オリコン最高56位まで上昇した。
ちなみにジャニーズ勢によるレイフの楽曲のカバーは、1979年に発売された川﨑麻世のシングル『レッツゴーダンシング』（原題：I Was Made for Dancin'）がある。

### 君に贈る言葉 (アフター･スクール)
ファーストアルバム『田原俊彦』の収録曲「アフター・スクール」をBGMに女声コーラスをバックにして、冒頭及び曲の終わり際にのみ歌パートがある。たのきんトリオ（田原・野村・近藤の頭文字より）による台詞の掛け合いで構成された曲で、近藤・野村はまだ二人共、正式にレコードデビューをする前であった。

## リリース
1980年6月21日に、NAVレコードから発売された。田原のシングルとしては唯一、NAVレコードからのリリース作品で（次作以降はキャニオン・レコードからのリリースで、NAVはキャニオン内の一レーベル扱いとなる）、かつ唯一価格600円でリリースされた作品（次作以降は定価700円）。
初回プレス盤は「TOSHI」のロゴが入ったオレンジ色の特製レコード袋が使用された。また、店舗によっては特典として田原のメッセージを録音した名刺大のソノシートが封入された。

## テレビ番組での披露
テレビの歌番組ではバックダンサーのジャPAニーズとともに出演した。ジャPAニーズとの出演は中断を挟んで1982年のシングル「君に薔薇薔薇…という感じ」まで続いた。このスタイルは田原のダンスのうまさも手伝って、日本におけるダンスビートにのせて踊りながら歌うポップスの男性アイドルとしての存在を明確にした。
フジテレビ系列『夜のヒットスタジオ』では、1980年8月に引退目前だった山口百恵が、同番組冒頭のオープニングメドレーで、当曲の出だしを歌唱していた。
1980年大晦日放送の『第31回NHK紅白歌合戦』に初出場を果たし「たのきんトリオ」のメンバー・近藤真彦と野村義男も田原の応援として出演している。

## 記録
オリコンチャート上の同曲の推定売上は71.9万枚で、2016年現在、田原のシングルでは最大のセールスを記録している。TBSテレビ「ザ・ベストテン」では登場8週目の1980年8月28日より3週連続で第1位を獲得した。

## 収録曲
| 全編曲: 飛澤宏元。 |                                      |                                                        |                                     | |      |
| #                  | タイトル                             | 作詞                                                   | 作曲                                | 備考 | 時間 |
| 1.                 | 「哀愁でいと」(NEW YORK CITY NIGHTS) | Andrew Joseph DiTaranto, Guy Hemric 日本語詞: 小林和子 | Andrew Joseph DiTaranto, Guy Hemric | | 2:45 |
| 2.                 | 「君に贈る言葉 (アフター･スクール)」 | 小林和子                                               | 宮下智                              | 企画: 近藤真彦 構成: 田原俊彦・近藤真彦・野村義男 レコード・プレイ: 西ゆうじ 歌とナレーション: 田原俊彦・近藤真彦・野村義男 | 3:34 |
| 合計時間:          | 合計時間:                            | 合計時間:                                              | 合計時間:                           | 合計時間: | 6:19 |

## カバー
いずれも哀愁でいととしての日本語詞によるもの。
- PUFFY - 2002年『THE HIT PARADE』に収録。
- 中澤京子 - 2004年シングル発売。
- 寺脇康文 - 日本テレビ系ドラマ『地球ゴージャスな夜』第1話 エンディング

## 参考資料
- アルバム『田原俊彦 (アルバム)』（キャニオン・レコード、1980年）
- アルバム『田原俊彦A面コレクション』（キャニオン・レコード、1986年）
- アルバム『BEST OF TOSHIHIKO TAHARA』（ポニーキャニオン、1998年）